# San Miguel del Robledo
San Miguel del Robledo is een gemeente in de Spaanse provincie Salamanca in de regio Castilië en León met een oppervlakte van 10,39 km². San Miguel del Robledo telt 62 inwoners (1 januari 2016).

## Demografische ontwikkeling
Bron: INE, 1857-2011: volkstellingen